# Re(CORD)
『re(CORD)』（リコード）は、日本の歌手・倖田來未の17枚目となるオリジナル・アルバム。2019年11月13日にrhythm zoneより発売された。

## 解説
前作、『DNA』から約1年5ヶ月ぶりのリリース。なお、発売日は自身の誕生日となる。本作リリース前に、9月14日より開催されている滞在型ツアー「KODA KUMI LIVE TOUR 2019 re(LIVE)」と連携している。
郷ひろみのカバー曲「GOLDFINGER '99」発売から20年、自身もデビュー20周年を迎えるとして、新たにリメイクさせた「GOLDFINGER 2019」をはじめ、「Eh Yo」などのデジタル配信シングル9曲含む、全14曲が収録されている。
『AND』以降よりこの形態で続いている、CD+DVD、CD+Blu-ray、CDのみに加え、CD+3DVDのファンクラブ限定盤で販売。

## コンセプト
アルバム・タイトルの読みは、『レコード』ではなく『re』（再び）という意味が込められているため、『リコード』と読む。タイトルには「自身を常にアップデートしながらも、過去へのリスペクトを忘れない。そんな思いの募った、過去と未来をつなぐ作品」「これからも自分自身をアップデートして、挑戦し続けなければいけない。」という思いが込められている。

## 楽曲解説
※ここでの解説はアルバム楽曲のみのを参照する（アルバムヴァージョンは除く）。シングル楽曲の解説や詳細に関しては、各シングル曲を参照。
k,
アルバムを作るうえでスパイスとして効いてくる、超カワイイ遊び心のあるナンバー。
倖田は「『DO ME』と『GET NAKED』は自由奔放に生きてる女っていう感じだけど、とは言いつつも愛されたい」という女心を表現している。
MVは同年に開催された滞在型ツアー中の間に、「キャンディー・ショップな雰囲気」でギリギリのスケジュールで撮影を続行した。倖田によると、「ガチャガチャのガムボールみたいな感じ！？」とし、自身のInstagramにもアップをし、「髪の毛を風船で浮かしてみたり、バランスボールで踊ったり。あれのおかげでものすごい体幹が鍛えられた」と語っている。
Rich & Famous feat.Sean Paul
前アルバム『DNA』に収録されていた「CHANCES ALL」をモチーフにした楽曲。なお、Sean Paulとのコラボは2014年リリースのアルバム『Bon Voyage』に収録されている「LOADED」以来5年ぶりとなる。
倖田は「『Rich & Famous feat.Sean Paul』が入らなかったらアルバム『re(CORD)』は成立してなかったかもしれない」と語っている。
Merry Go Round
「笑顔がループしていくこと」をテーマに書き下ろした楽曲。
実際は、自身のスタッフに人気が高く、レコーディングで最初に完成したという。
Eh Yo -re(CORD)edit-
本作は、ギターリストの高崎晃 (LOUDNESS) が参加をし、ラストにおいてギターでのソロ・パートが追加で収録された上での、アルバム・ヴァージョン。
大阪から世界に向けてラグビーを応援するために作った楽曲で、倖田は「もともと、大阪花園のテーマソングをというオファーだったので、大阪のアーティストとコラボしたい」と思っていたが、ダメ元で高崎にオファーをしたら「快く引き受けていただいた」と語っている。
SHUTOUT
倖田は1番このアルバムの中の曲順で入れ先を悩み、楽曲の構成にもこだわっていたという。
本人曰く、「アルバムを締めることを考えたときに、やっぱり『DO ME』の世界を大事にしたくて、アルバムは後半だんだんと“みんなで楽しい！”って雰囲気になったけど、もう1回攻めの“倖田來未”に戻りたくなってしまった」と語っている。
Livin' La Vida Loca
本曲について倖田は「流行りには乗っかりたくはない。実際に歌ってみたらビックリするくらい気持ちよかった（笑）」と語っている。
MVは、英詞版を本曲、日本詞版の方を「GOLDFINGER 2019」として2種類のバージョンを同時に制作。MVについて「(両曲の)リンクも持たせたかったんで、パッと観たらどっち？ってわからないように仕掛けた」と語っている。なお、英詞バージョン（本曲）の看板には「カタカナ」、逆に日本詞バージョン（「GOLDFINGER 2019」）の看板には「英詞」となっている。

## 収録内容

### CD
- 全作詞：KODA KUMI (※特記事項除く)

1. DO ME [3:23]
作曲：T-SK, HIROMI, Joleen Belle
デジタルシングル第3弾
2. GET NAKED [3:20]
作曲：Erika Nuri Taylor, Michael Anthony Naylor, Ronald M. Ferebee Jr., Lindsay Johnson
デジタルシングル第8弾
3. STRIP  [3:33]
作曲：DWB, Katerina Bramley
デジタルシングル第7弾
4. k, [3:29]
作曲：Matt Wong, Paulina Cerilla, G'harah“PK”Degeddingseze, Jamie Jones
5. Rich & Famous feat.Sean Paul [4:09]
作詞：Sean Paul, KODA KUMI
作曲 composition：Toby Gad, Ty Dolla $ign, Lady G, Tulisa Contostavlos
6. again [5:20]
作曲：2SB
デジタルシングル第9弾
7. Merry Go Round [4:10]
作詞：KODA KUMI, Henrik Nordenback, Christian Fast, Julimar Santos
作曲：Henrik Nordenback, Christian Fast, Julimar Santos
8. Eh Yo -re(CORD)edit- [4:24]
作曲：Hi-yunk
デジタルシングル第1弾のアルバムバージョン
9. GOLDFINGER 2019 [4:33]
作詞：R.Rosa-D.Child, 康珍化
作曲：R.Rosa-D.Child
デジタルシングル第4弾
郷ひろみが1999年にリリースされた楽曲「GOLDFINGER '99」のカバー
10. プチョヘンザッ!!! [4:24]
作詞：KODA KUMI, 2SB
作曲：2SB
デジタルシングル第5弾
11. Summer Time [3:36]
作曲：Justin Reinstein, Maria Marcus
デジタルシングル第2弾
12. OMG [3:56]
作詞：KODA KUMI, T-SK, HIROMI, Joleen Belle
作曲：T-SK, HIROMI, Joleen Belle
デジタルシングル第6弾
13. SHUTOUT [3:38]
作曲：Andreas Oberg, Kanata Okajima, Soma Genda
14. Livin' La Vida Loca [4:32]
作詞・作曲：DESMOND CHILD, ROBI ROSA
リッキー・マーティンが1999年に発表された「リヴィン・ラ・ヴィダ・ロカ」のカバー。

### DVD・Blu-ray
- k, [Music Video]
- k, -dance version- [Music Video]
- again [Music Video]
- GOLDFINGER 2019 [Music Video]
- Livin' La Vida Loca [Music Video]

### ファンクラブ限定盤【DVD】

#### DISC 2
- #DVD・Blu-rayを参照。

#### DISC 3
- GOLDFINGER 2019 & Livin' La Vida Loca [Making-of Film]
- Album『re(CORD)』[Making-of Film]

#### DISC 4
- again -Music Video- [Making-of Film]

## タイアップ
- 東海テレビ制作・フジテレビ系オトナの土ドラ「リカ」主題歌 (#3)
- カラーコンタクトレンズ『loveil』CMソング (#7)
- ラグビーワールドカップ2019 花園応援ソング (#8)

## 収録ライブ映像 (シングル曲除く)
- k,
  - 『KODA KUMI LIVE TOUR 2019 re(LIVE) -Black Cherry- & -JAPONESQUE-』
    - 『KODA KUMI LIVE TOUR 2019 re(LIVE) 〜Black Cherry〜』
    - 『KODA KUMI LIVE TOUR 2019 re(LIVE) 〜JAPONESQUE〜』
- SHUTOUT
  - 『KODA KUMI LIVE TOUR 2019 re(LIVE) -Black Cherry- & -JAPONESQUE-』
    - 『KODA KUMI LIVE TOUR 2019 re(LIVE) 〜Black Cherry〜』

※「＜INTERLUDE MOVIE 3＞ SHUTOUT」として表記。
  - 『KODA KUMI Love & Songs 2022』
- Livin' La Vida Loca
※「Livin' La Vida Loca / GOLDFINGER 2019」としてメドレーで歌唱。
  - 『KODA KUMI LIVE TOUR 2019 re(LIVE) -Black Cherry- & -JAPONESQUE-』
    - 『KODA KUMI LIVE TOUR 2019 re(LIVE) 〜Black Cherry〜』
    - 『KODA KUMI LIVE TOUR 2019 re(LIVE) 〜JAPONESQUE〜』